# Дзеври
Дзеври (груз. ძევრი) — село в Грузии, на территории Тержольского муниципалитета края (мхаре) Имеретия.

## География
Село находится в западной части Грузии, на правом берегу реки Дзеврулы, на расстоянии 5 километров (по прямой) к северо-западу от города Тержола, административного центра муниципалитета. Абсолютная высота — 207 метров над уровнем моря.

## Население
По результатам официальной переписи населения 2014 года, в Дзеври проживало 590 человек (310 мужчин и 280 женщин). В национальной структуре населения грузины составляли 98,3 %, азербайджанцы — 0,5 %, армяне — 0,5 %, русские — 0,3 %.
| Год  | Население, человек |
| ---- | ------------------ |
| 2002 | 1321               |
| 2014 | ↘ 590              |